# Mythen
Die Mythen (Aussprache: [ˈmiːtən]) sind ein Bergmassiv in den Schwyzer Alpen, bestehend aus den zwei markanten Felspyramiden des Grossen Mythen 1898 m ü. M. und des Kleinen Mythen 1811 m ü. M. mit dem Nebengipfel Haggenspitz 1761 m ü. M. Sie wurden früher auch Hakenberge genannt.
Die Mythen sind das Wahrzeichen des Kantonshauptorts Schwyz der Zentralschweiz.

## Lage
Die Mythen liegen zwischen dem Talkessel von Schwyz, den sie im Nordosten abschliessen, und dem Alptal. Die Gipfel ragen von Weitem sichtbar aus dem umliegenden Gelände hervor und fallen im Westen fast 1400 Meter bis nach Schwyz ab. Zwischen dem Grossen und dem Kleinen Mythen (auch Gross Mythen und Klein Mythen oder Chli Mythen) liegt auf 1437 m ü. M. der Zwüschetmythen (auch Zwischenmythen) genannte Sattel.
Östlich der Mythen entspringt der Fluss Alp, ein Nebenfluss der Sihl.
Der Gebirgsstock bildet ein Eidgenössisches Jagdbanngebiet.

## Erschliessung
Von Brunni, der letzten Siedlung im Alptal, führt die Luftseilbahn Brunni-Holzegg auf die Holzegg, den Passübergang vom Alptal nach Schwyz. Die Holzegg ist auch von Rickenbach bei Schwyz leicht zugänglich (mit der Rotenflue-Bahn und einem zusätzlichen 30-minütigen Fussweg T1).

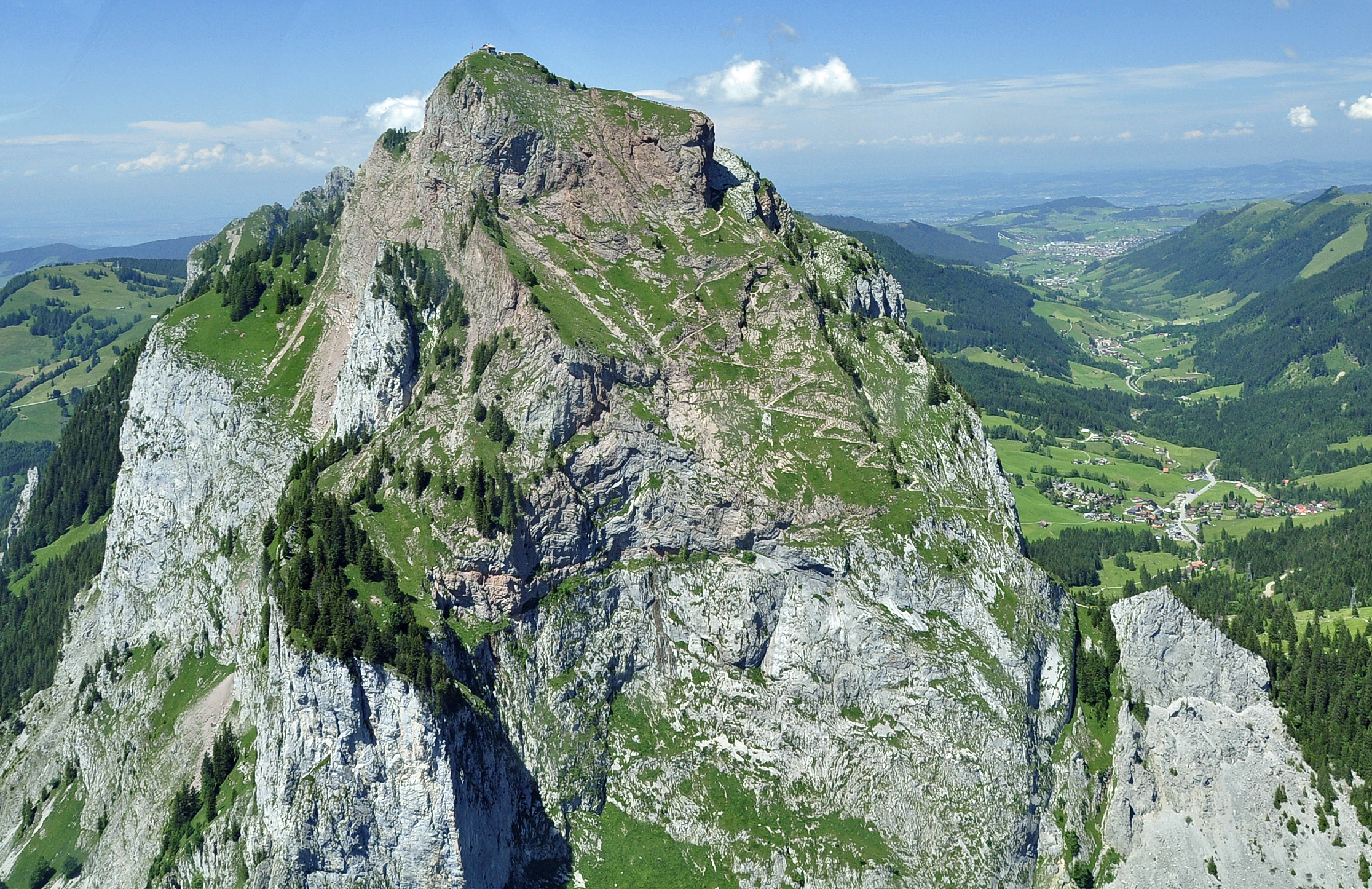
Teil des Aufstiegswegs

Bei der Holzegg beginnt der jeweils zwischen Mai und November begehbare Bergweg auf den Grossen Mythen, der auf der Südflanke in 47 Kehren steil die 500 Höhenmeter überwindet. Der Aufstieg ist eine Bergwanderung im Schwierigkeitsgrad T3 gemäss SAC-Wanderskala. Der teilweise exponierte, aber gut gesicherte Fussweg wird von bis zu 30’000 Personen pro Jahr begangen. Auf dem Gipfel, der an Spitzentagen von 2’000 Personen bestiegen wird, befindet sich ein Bergrestaurant. Für den Wegunterhalt und das Restaurant ist der Verein der Mythenfreunde verantwortlich.
Um 1790 dürfte der Grosse Mythen erstmals bestiegen worden sein. Die Erschliessung des Bergs fiel in die Pionierzeit des Bergtourismus sowie des Alpinismus. Am 26. Dezember 1863, im selben Jahr wie der Schweizer Alpen-Club (SAC), konstituierte sich die Mythen-Gesellschaft als Aktiengesellschaft mit dem Ziel, einen möglichst bequemen Weg und ein Gasthaus zu erstellen. Die Gesellschaft beauftragte 1864 den Gersauer Bauunternehmer Domenico Taddei mit der Erstellung des Wegs für 3500 Franken. Die Bauarbeiten, von italienischen Muratori erledigt, dauerten viereinhalb Monate. Kurz nach der Eröffnung am 17. September 1864 ereignete sich abseits des Wegs ein tödlicher Unfall, dem Hauptmann Valentin Castell zum Opfer fiel.

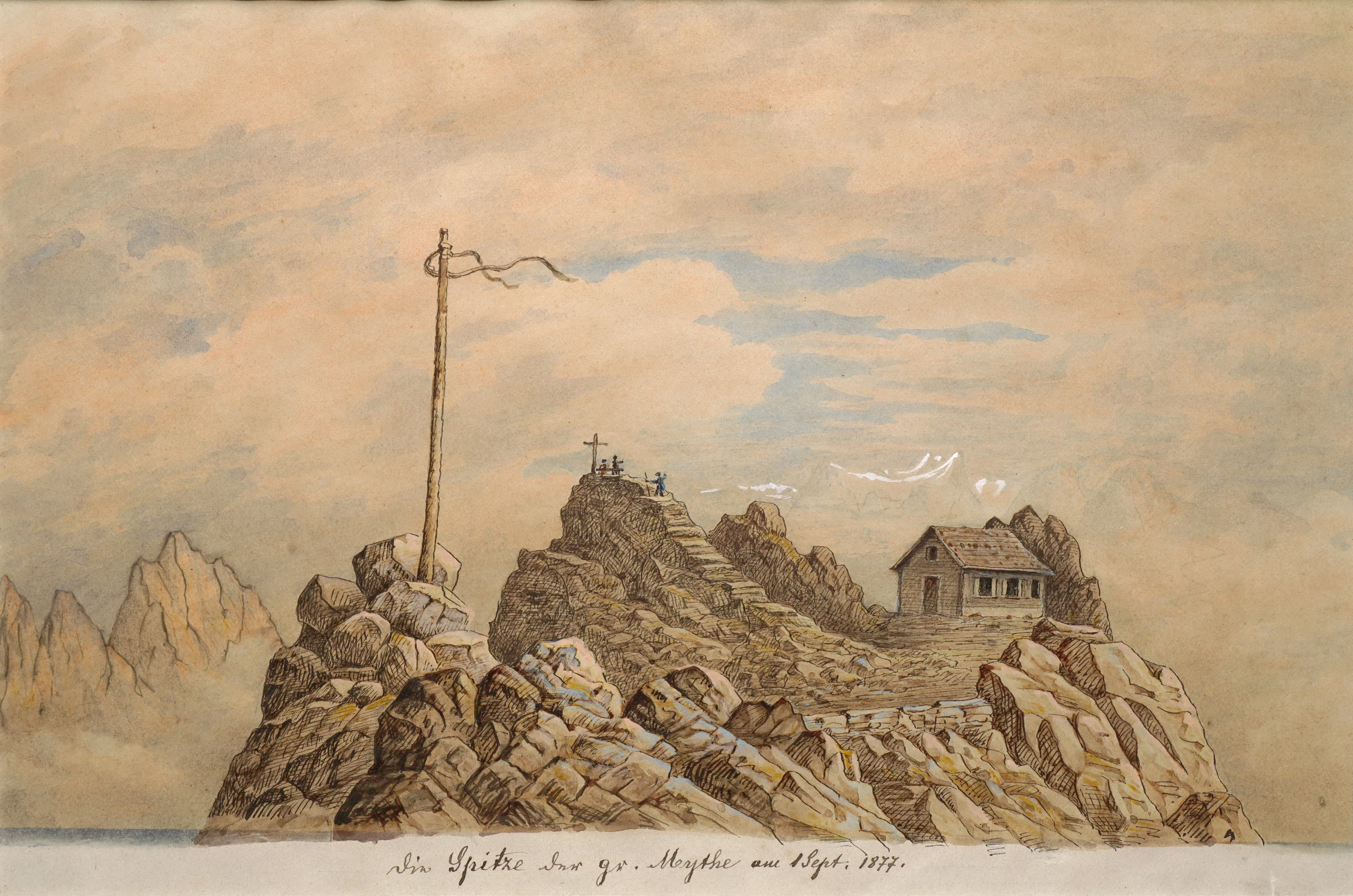
Der Gipfel des Grossen Mythen mit alter Gipfelhütte – aquarellierte Tuschzeichnung von Heinrich Müller, 1877

Eine erste Gipfelhütte wurde um 1865 durch Josef Nauer, einen der Gründer der Gesellschaft, errichtet. 1885 brannte sie wegen Blitzschlags vollständig nieder. Auf Initiative der inzwischen gegründeten SAC-Sektion Mythen entstand 1886 eine neue Hütte mit Zimmer für Übernachtungen.
Zwischen 1936 und 1948 mutierte die Mythen-Gesellschaft zum Verein der Mythenfreunde. Dieser verlegte 1982 aus Sicherheitsgründen den Bergweg von der abschüssigen Totenplangg im obersten Teil weg und ersetzte 1991 das Gipfelhaus durch einen Neubau. Das Restaurant wird seit 1967 per Helikopter versorgt, während zuvor Träger und Saumtiere sowie kurzzeitig eine Transportseilbahn zum Einsatz kamen.
Im Bergrestaurant gibt es einen Stammtisch, der für den Hunderterclub reserviert ist. Mitglied kann nur werden, wer mindestens einmal innerhalb eines Jahres hundertmal den Berg bestiegen hat. Rekordhalter ist Armin Schelbert, der sich auch «Der Mensch» nennt. Er hat am 5. Oktober 2019 den Mythen zum 5000. Mal und am 14. Juli 2023 im Alter von 79 Jahren zum 6000. Mal bestiegen. Der frühere Gipfelwirt Albert Klein (1969–1998) folgt mit rund 4500 und Peter Gujer aus Einsiedeln mit rund 3000 Besteigungen seit 1971.
Die zwei niedrigeren Gipfel, der Kleine Mythen und der Haggenspitz, sind hingegen durch das Wanderwegnetz nicht erschlossen; ihre Besteigung bleibt Kletterern und Alpinwanderern vorbehalten. Laut einem Bericht in der Zeitschrift Alpina von 1907 gelang damals einer nicht namentlich bekannten Zürcher Partie die erste Überschreitung aller drei Gipfel von Norden her.

## Geologie
Geologisch sind die Mythen penninische Klippen, das heisst Überbleibsel der mittelpenninischen Decken.
Heute steht fest, dass Entstehungsort und heutige Lage der Mythen nicht identisch sind. Die Gesteine sind in einem Teil des Ur-Mittelmeeres entstanden und wurden von dort beim Aufbau der Alpen durch den faltenartigen Zusammenschub des Ozeanbodens nahezu 150 km nordwärts gedrängt. Im Verlauf der Hebung der Alpen haben Wasser und Eis das Relief herausgearbeitet, höhere Decken zerstört und abgetragen und nur noch Relikte – die heutigen Felspyramiden – zurückgelassen.
Schliesslich formten während der letzten zwei Millionen Jahre Gletscher in den Eiszeiten das Relief. In der letzten Kaltzeit (etwa 70'000 Jahre v. Chr.) bedeckte der vereinte Reuss-Muota-Gletscher den Talkessel. Im Raum Schwyz erreichte der Eispanzer eine Mächtigkeit von rund 800 Metern; demzufolge ragten die Mythen als Felseninsel heraus. Entsprechend sind an den beiden Bergen auch heute noch Relikte von Moränen zu beobachten. Grösstenteils sind diese jedoch von nacheiszeitlichen Bergstürzen aus dem Mythengebiet zugedeckt worden.

## Namensgebung
Der Namenforscher Viktor Weibel deutet den Namen wie folgt: «Der Ursprung des Namens liegt im lateinischen Wort meta (feminin), das so viel wie ‹etwas Aufragendes› bedeutet.»
Früher wurden die einzelnen Berge mit femininem Geschlecht und einer eigenen Singularform bezeichnet: Es hiess «die grosse und die kleine Mythe», so zum Beispiel in einem Ratsprotokoll aus dem Jahr 1552: «… under der miten …» Die oben wiedergegebene Zeichnung aus dem Jahr 1877 ist beschriftet: «die Spitze der gr. Mythe». Auf das feminine Geschlecht weist auch der Zürcher Geologe Albert Heim in seinem 1866 entstandenen «Panorama von der Grossen Mythe» hin.
Seit etwa 1870 ist aber sowohl das feminine Geschlecht wie auch die Singularform «Mythe» zunehmend ausser Gebrauch gekommen. Im Schriftgebrauch (und immer mehr auch in der Mundart) wird heute nur noch vom Grossen Mythen respektive dem Kleinen Mythen gesprochen. Ein grosser Teil der Schwyzer Bevölkerung benutzt aber in der Mundart nach wie vor die weibliche Bezeichnung, also zum Beispiel «Mier gend uf die grooss Mythä».

## Kunst und Literatur

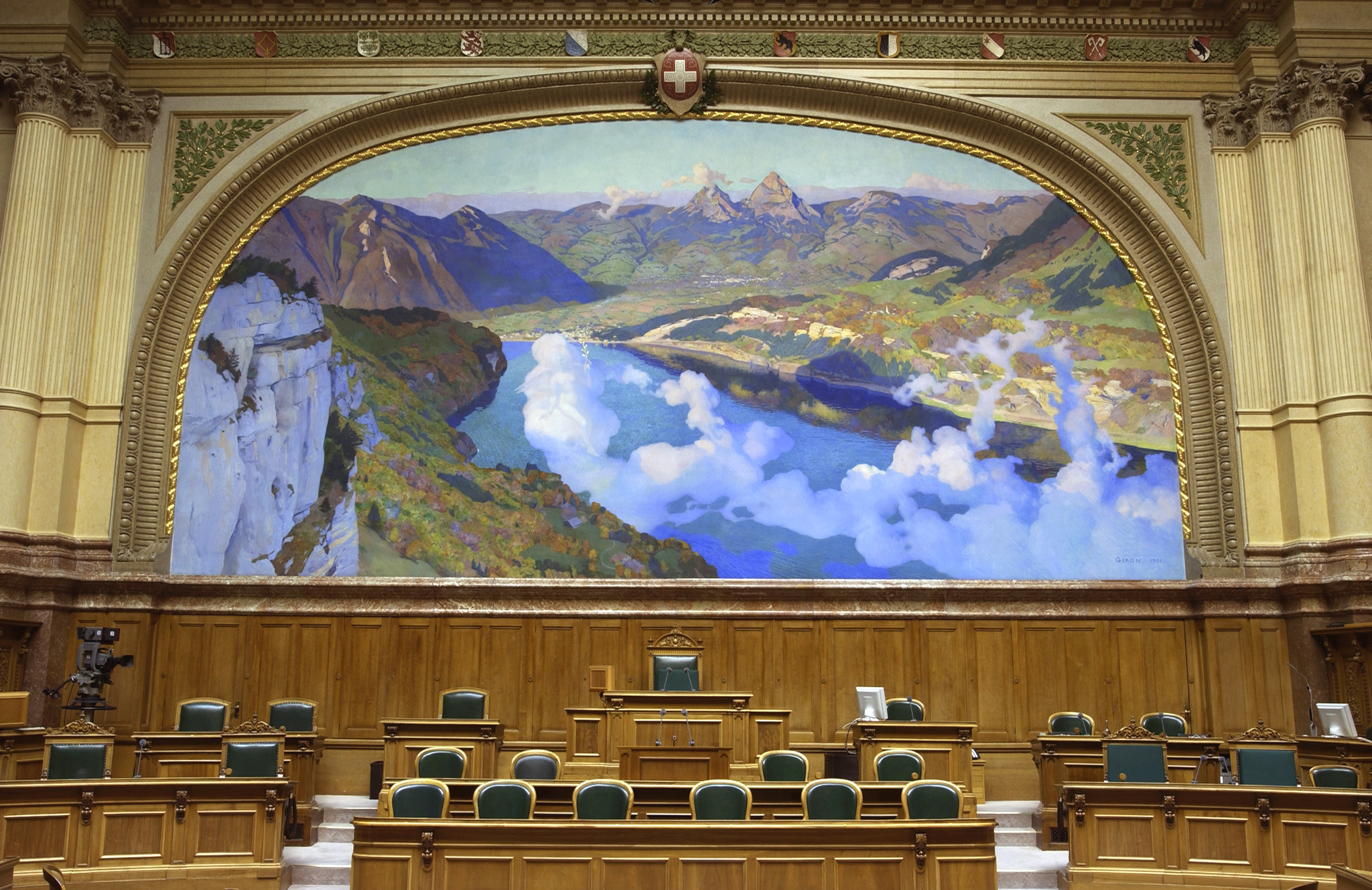
Das Fresko «Die Wiege der Eidgenossenschaft» zeigt die Mythen im Zentrum am Horizont.

Johann Wolfgang von Goethe ist 1775 und 1797 auf Reisen jeweils zu Fuss von der Haggenegg nach Schwyz abgestiegen. Am 17. Juni 1775 hat der deutsche Dichter die Mythen mit Bleistift auf Papier skizziert. In seinen Memoiren Dichtung und Wahrheit hat er über die Berge festgehalten: «An diesen ungeheuren unregelmässigen Naturpyramiden stiegen Wolken nach Wolken hinauf.» Aufgrund solcher Schilderungen hat Goethes Freund Friedrich Schiller, der selbst nie vor Ort war, die Mythen in der Einstiegsszene des Dramas Wilhelm Tell hervorgehoben, um den Eindruck von Erhabenheit zu erwecken. Er benutzte allerdings statt Mythen den Namen Haken, wie auch in dem kurz zuvor erschienene Atlas Suisse der Berg mit «Haken M.» bezeichnet ist. Auch Goethe verwendete die Bezeichnung Haggen.
Zur Zeit der Französischen Revolution ist auch Friedrich Hölderlin 1791 durch die Gegend gewandert. Bei ihm weckte die Naturformation die Erinnerung an ein naturnahes Dasein. Das arkadische Tal am Fusse der Mythen sei die «Quelle der Freiheit» und der Berg selbst ihr Schutzwall, schrieb Hölderlin 1793.
Nach der Eröffnung des Wegs auf den Grossen Mythen fertigte Albert Heim 1866 für die Mythen-Gesellschaft eine zwei Meter lange Lithografie an, um das Gipfelpanorama abzubilden. 1923 zeichnete Heim aufgrund dessen ein zweites, noch detailgetreueres Panorama.
1933 veröffentlichte Meinrad Inglin fünf Erzählungen unter dem Titel Jugend eines Volkes. 1968 folgte seine letzte Erzählung Wanderer auf dem Heimweg. Beide Werke drehen sich um menschliche Schicksale sowie die geologische Struktur der Mythen, welche Inglin gerade für seine letzte Erzählung studiert hat, wie aus seinem Nachlass hervorgeht.
Aus Anlass der 700-Jahr-Feier der Eidgenossenschaft wurde im Sommer 1991 Herbert Meiers Mythenspiel als offizielles Festspiel am Fusse der Schwyzer Hausberge aufgeführt.

## Bilder

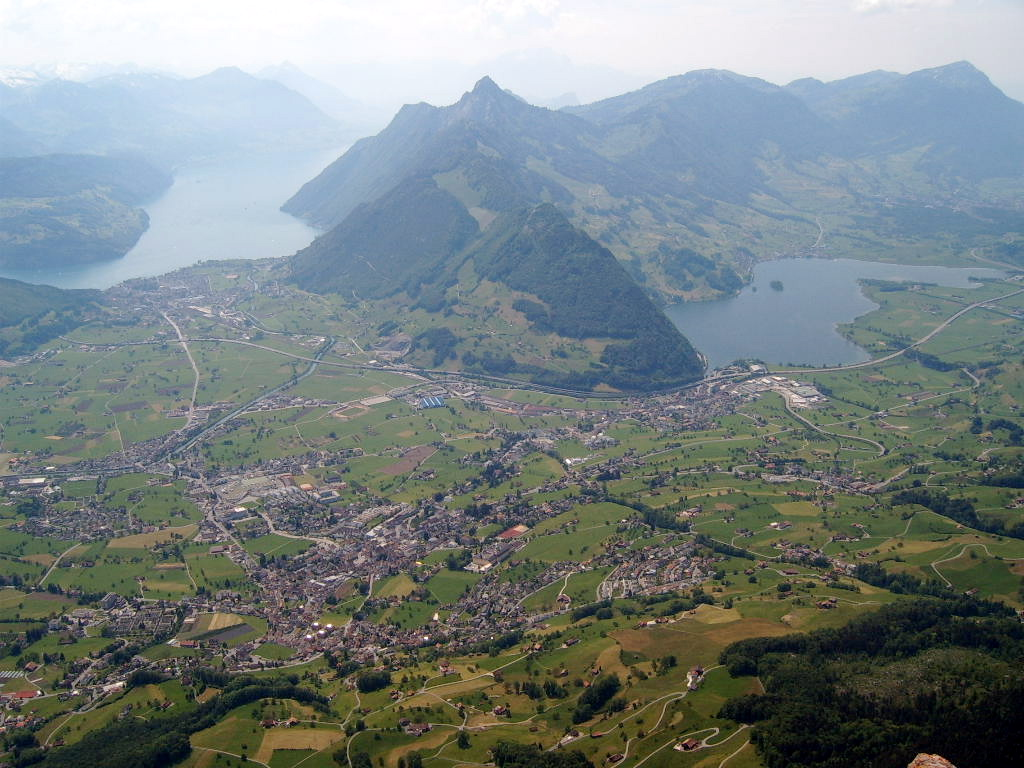
Blick vom Grossen Mythen gegen Westen über den Talkessel von Schwyz, Vierwaldstättersee, Rigi, und Lauerzersee
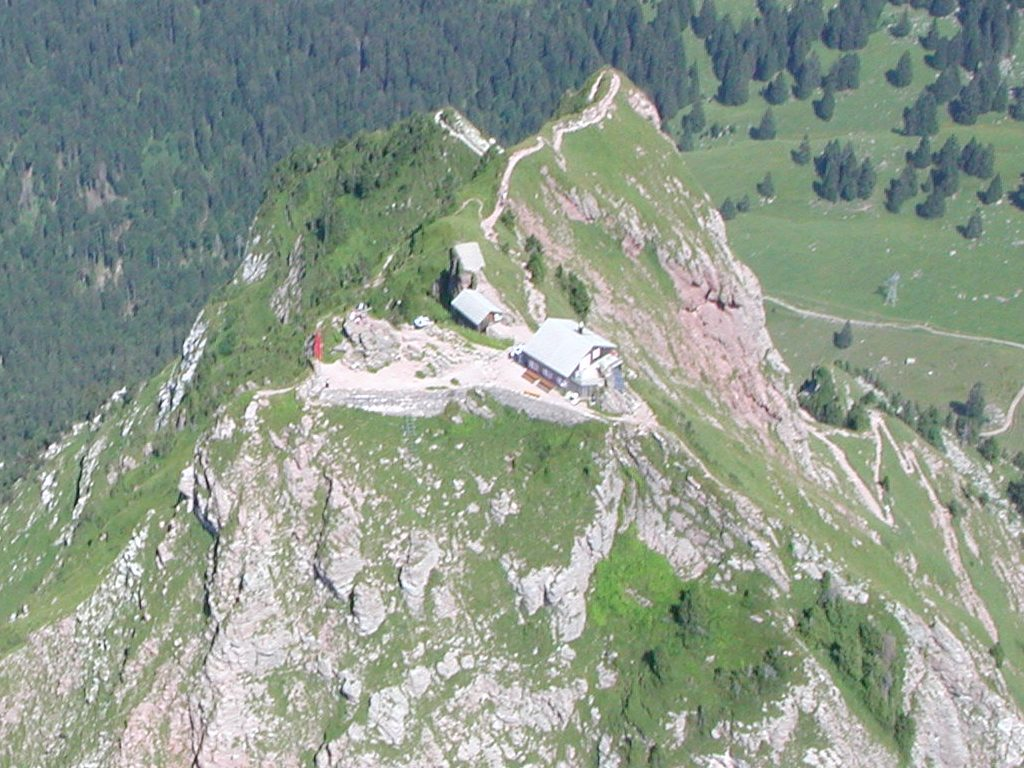
Das Restaurant – Luftaufnahme mit dem Aufstiegsweg …
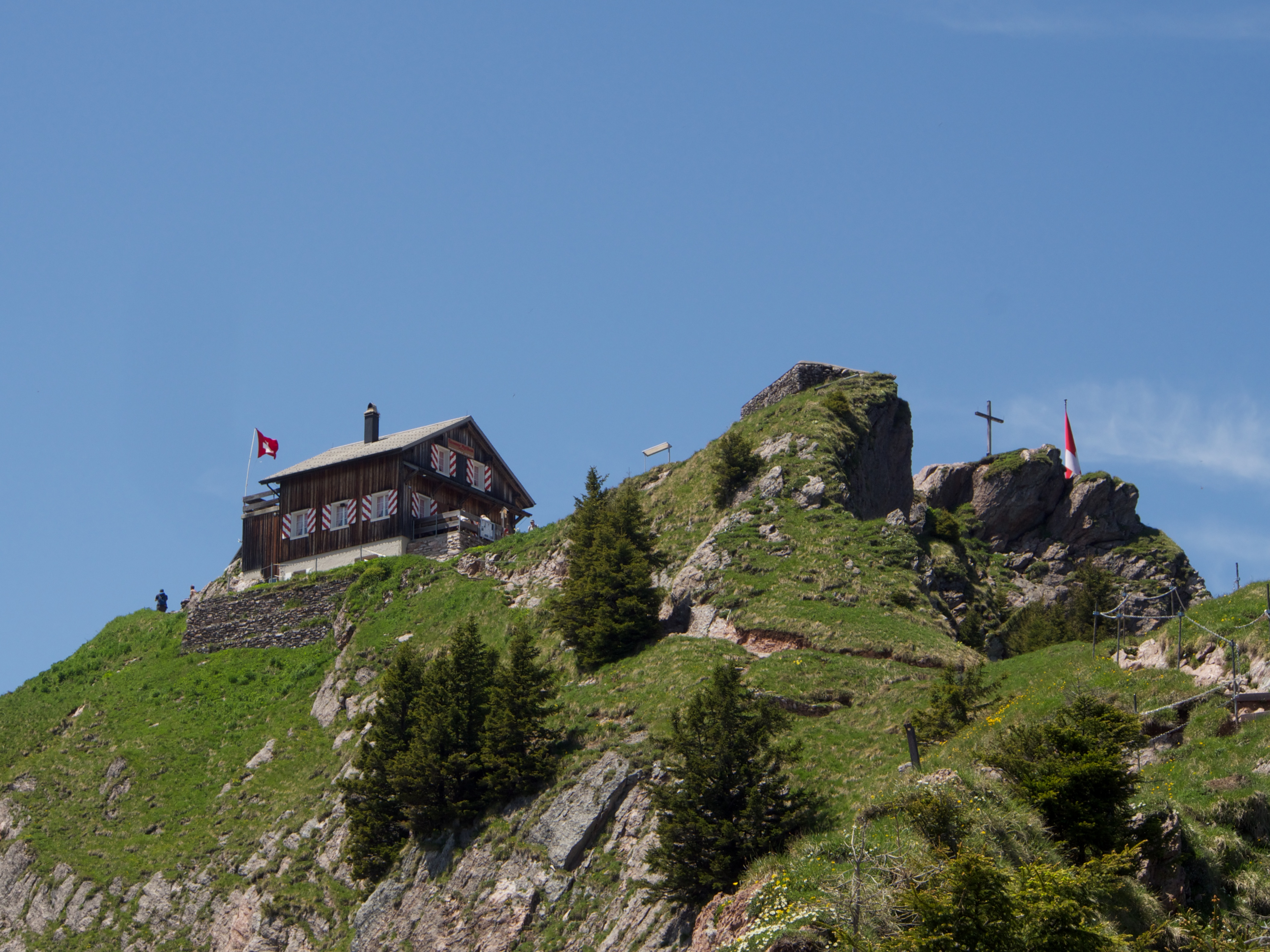
… und von unten
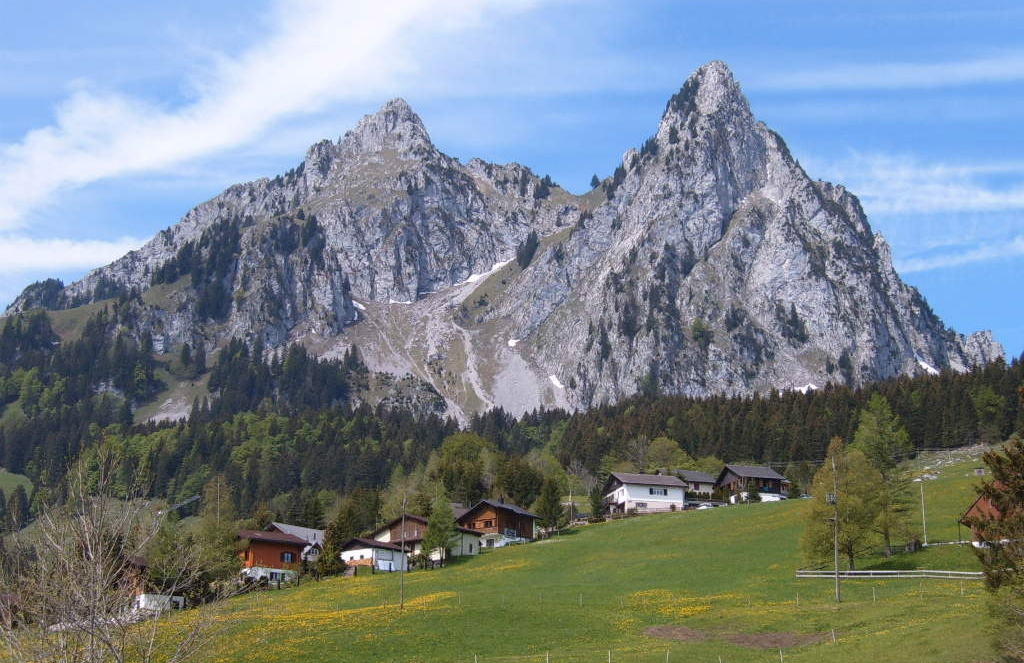
Von Nordost gesehen: Kleiner Mythen und Haggenspitz, im Vordergrund Brunni
Panorama, von Südwest aus gesehen (vom Urmiberg)
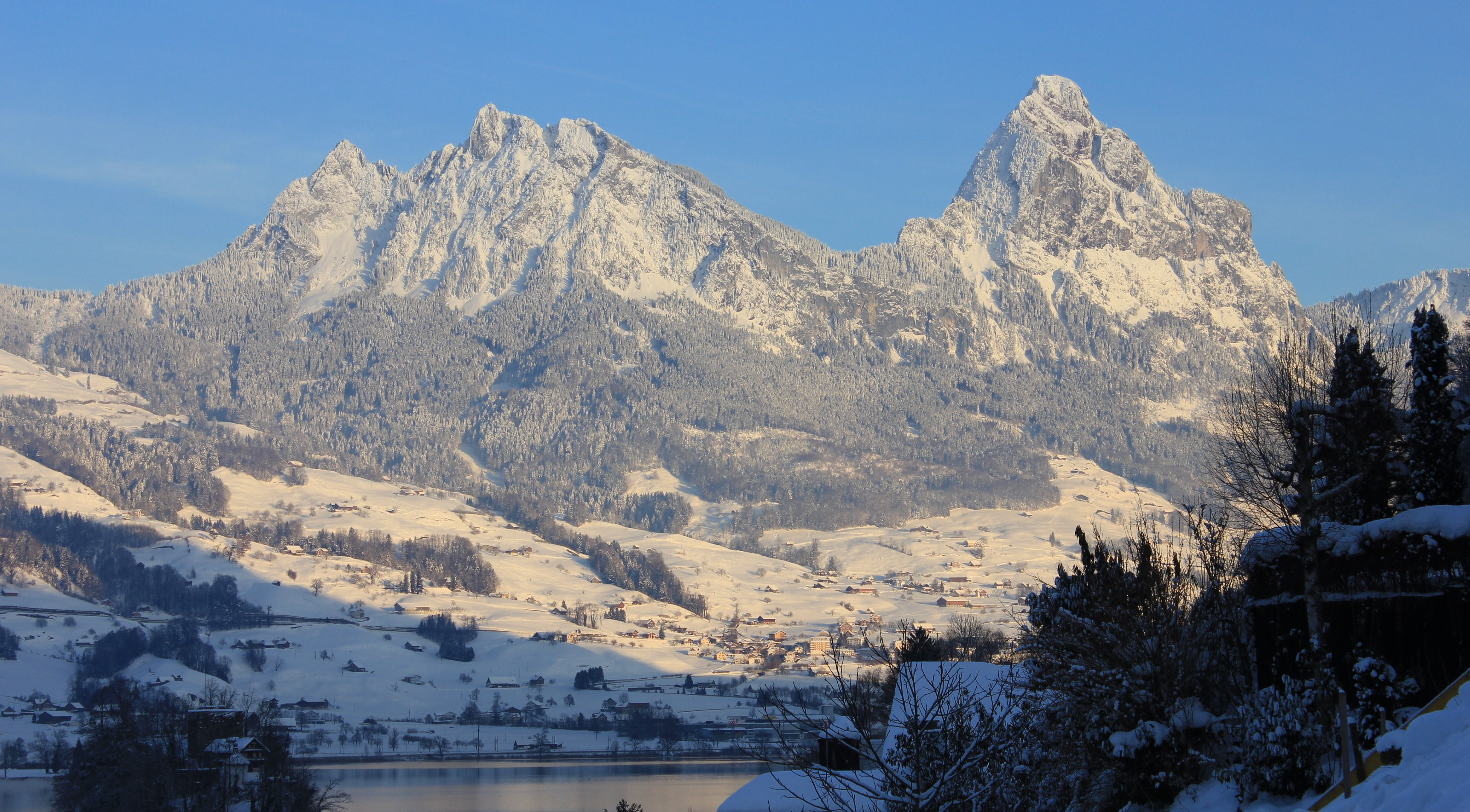
Die schneebedeckten Mythen im Winter
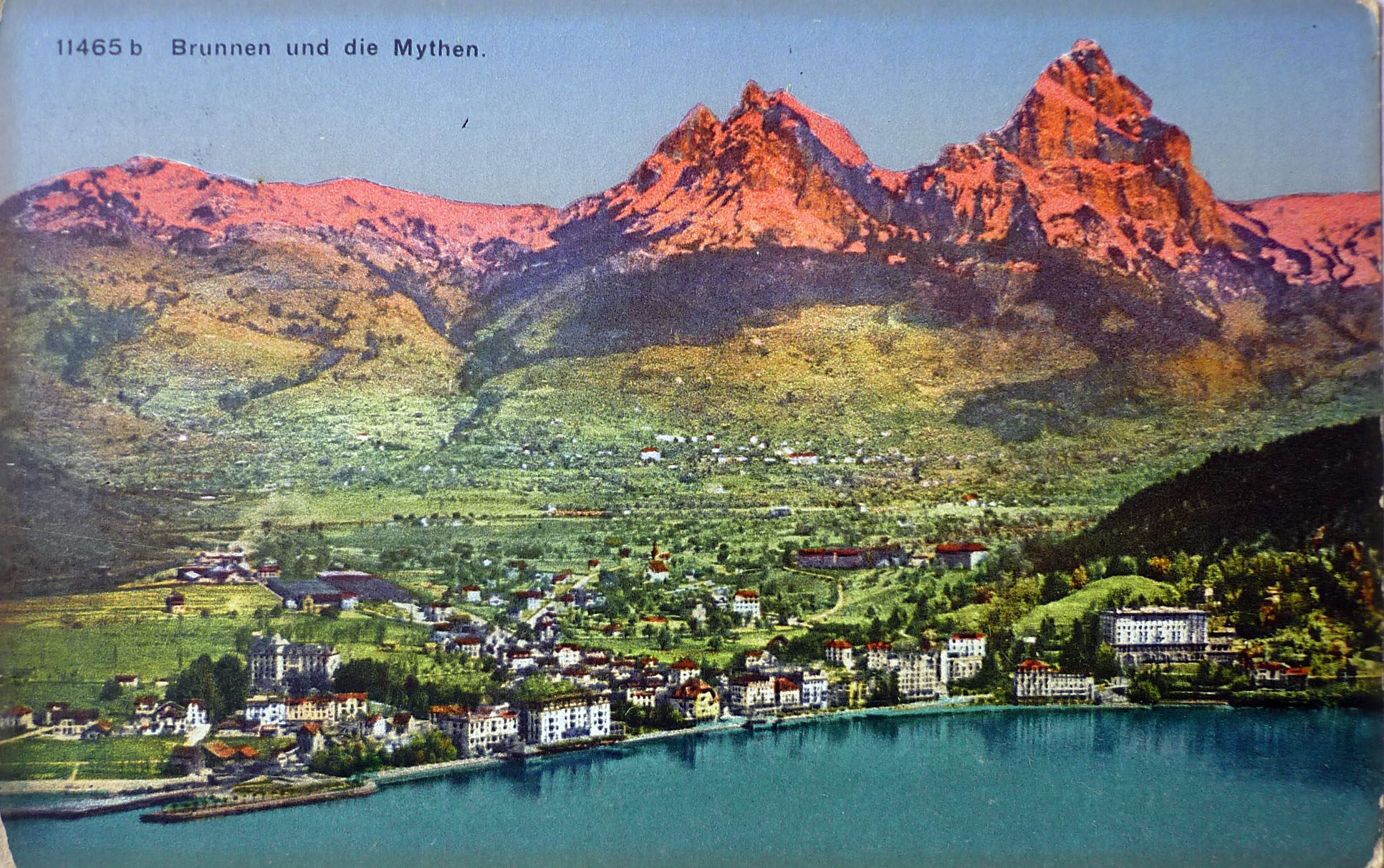
Alte Postkarte um 1916
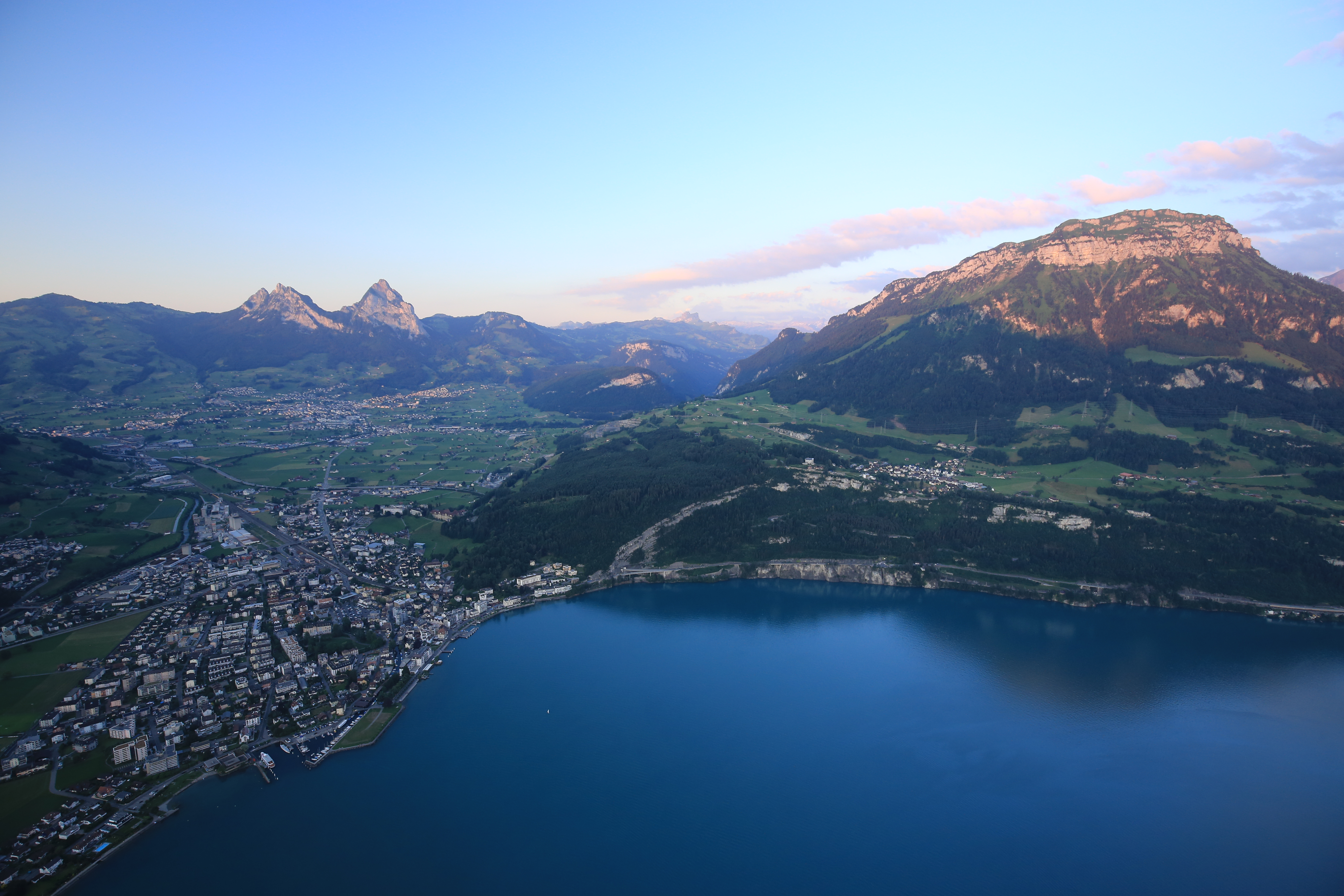
Brunnen SZ und Fronalpstock (rechts) sowie Mythen (links)